# Saint-Avit, Loir-et-Cher

Saint-Avit este o comună în departamentul Loir-et-Cher, Franța. În 1 ianuarie 2018 avea o populație de 96 de locuitori.